# 花尾榛雞

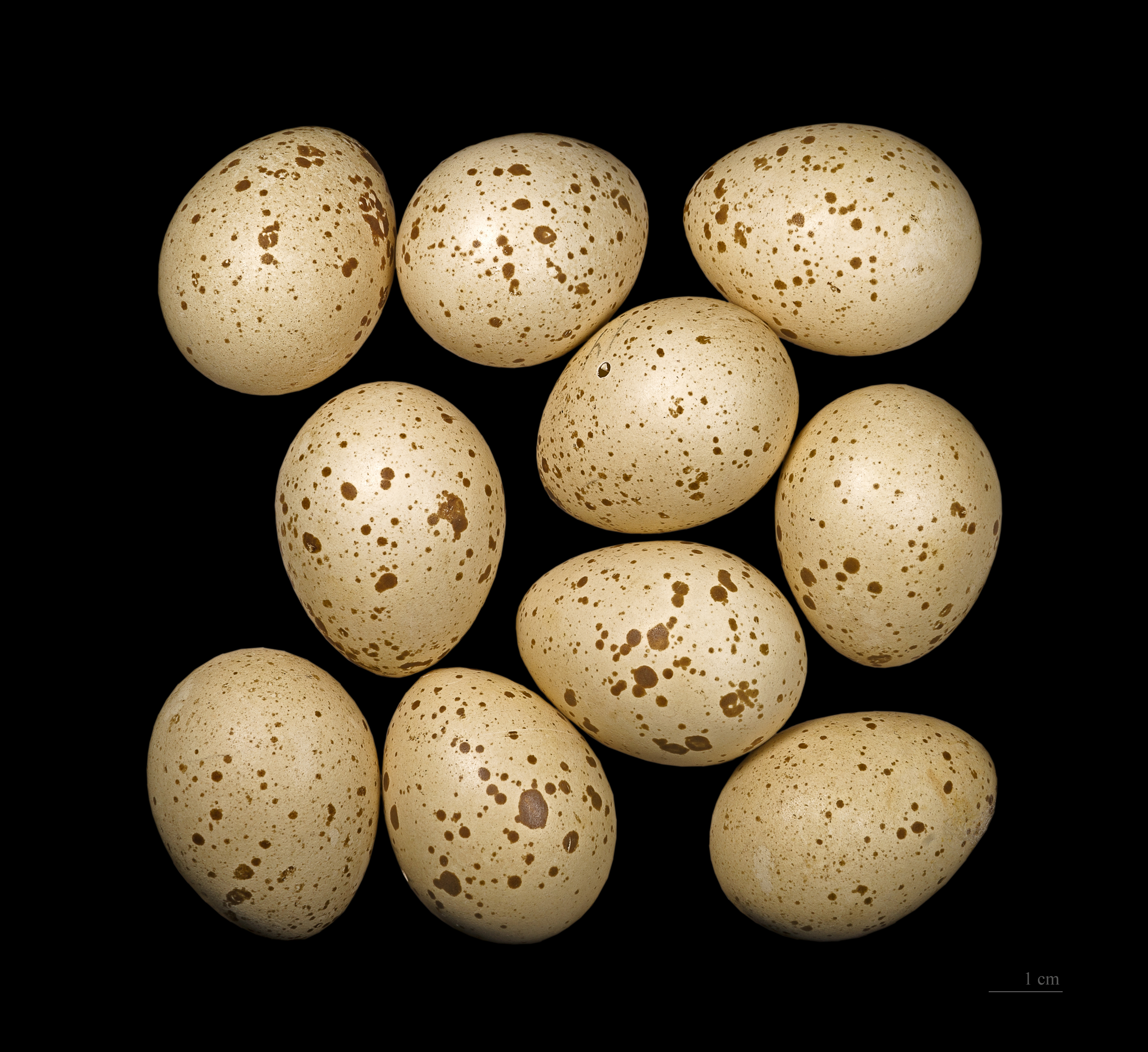
Tetrastes bonasia

花尾榛雞（Hazel Grouse），在分類學上屬於雞形目松雞科榛雞屬。這種鳥在滿語中被叫做“斐耶楞古”（转写：fiyelenggu），對應漢語為“樹雞”；後來取其諧音，稱為“飛龍”。

## 分佈
花尾榛雞的分佈主要在俄羅斯，中國北方，朝鮮半島和歐洲。

## 產卵
雌性花尾榛雞一次會產3到6顆蛋，孵化後，雌鸟將會獨自照料幼崽。

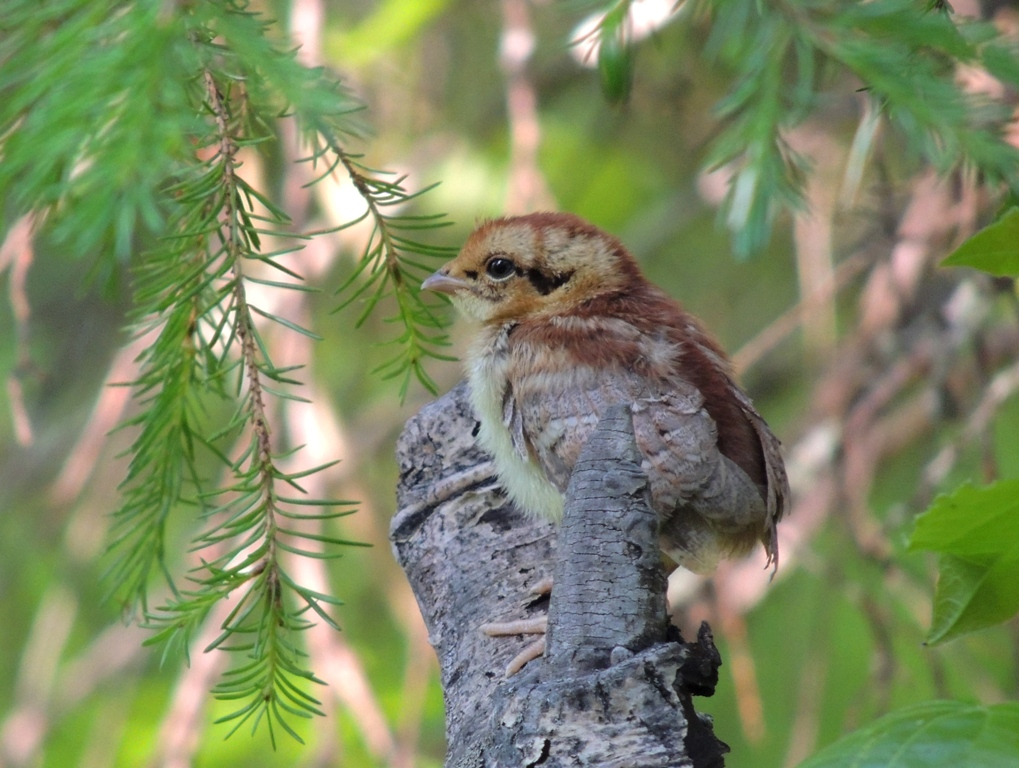
花尾榛雞幼崽